# Darwinellidae
Darwinellidae Merejkowsky, 1879 è una famiglia di spugne dell'ordine Dendroceratida.
Il nome è un omaggio al naturalista inglese Charles Darwin (1809 – 1882).

## Tassonomia
La famiglia comprende i seguenti generi:
- Aplysilla Schulze, 1878
- Armodendrilla Van Soest & Hooper, 2020
- Chelonaplysilla Laubenfels, 1948
- Darwinella Müller, 1865
- Dendrilla Lendenfeld, 1883